# Dixon (Missouri)
Dixon é uma cidade localizada no estado americano de Missouri, no Condado de Pulaski.

## Demografia
Segundo o censo americano de 2000, a sua população era de 1570 habitantes.
Em 2006, foi estimada uma população de 1528, um decréscimo de 42 (-2.7%).

## Geografia
De acordo com o United States Census Bureau tem uma área de
2,6 km², dos quais 2,6 km² cobertos por terra e 0,0 km² cobertos por água. Dixon localiza-se a aproximadamente 297 m acima do nível do mar.

## Localidades na vizinhança
O diagrama seguinte representa as localidades num raio de 20 km ao redor de Dixon.